# 채윤서
채윤서는 대한민국의 배우이자 가수이다.

## 학력
- 서울예술대학교 연극과
- 서울종합예술전문학교 연극 학사

## 출연작

### 영화
- 《용서는 없다》 (2010년) - 프롤로그 여학생 역
- 《정승필 실종사건》 (2009년) - CCTV 여경 역
- 《키친》 (2009년) - 웨딩촬영 신부 역
- 《절대미각》 (2008년) - 윤서 역
- 《서양골동양과자점 앤티크》 (2008년) - 택시 커플녀 역
- 《허밍》 (2008년) - 여고생 역
- 《해부학 교실》 (2007년) - 지영 역
- 《최강 로맨스》 (2007년) - 혜련 역
- 《아랑》 (2006년)
- 《여고괴담 두번째 이야기》 (1999년) - 거북 소녀 역

### 드라마
- 《뉴하트》 (MBC, 2007년)
- 《굳세어라 금순아》 (MBC, 2005년) - 안혜미 역
- 《사랑을 할꺼야》 (MBC, 2004년) - 윤영 역

### 예능
- 《연예가중계》 (KBS2)

### 뮤직비디오
- 혜령 - 반지하나
- 화요비 - 반쪽
- 휘 - 사랑에 미친 남자

### 광고
- 월드콘
- 미스터피자

## 음반
이브닝 글로우
- 《Another Way》 (2012년)